# Order Krzyża Wolności (Finlandia)
Order Krzyża Wolności (fiń. Vapaudenristin ritarikunta, szw. Frihetkorsets orden) – najstarsze i najznamienitsze odznaczenie wojskowe Republiki Finlandii.

## Historia
Finlandia przez stulecia związana ze Szwecją, a od 1809 z Imperium Rosyjskim, nie miała do roku 1918 własnych odznaczeń. Pierwszy order został ustanowiony 4 marca 1918 przez Senat Finlandii z inicjatywy głównodowodzącego armią fińską w czasie wojny z komunistami, generała Gustawa Mannerheima, jako odznaczenie bojowe – medal – ówczesnego (krótkotrwałego) Królestwa Finlandii. Był w tej pierwszej postaci nadawany jako czteroklasowy Krzyż Wolności (Vapaudenristin, Finska Frihetskorset), aż do zwycięskiego zakończenia wojny w roku 1919. Jeden z pierwszych egzemplarzy, Krzyż Wielki z Brylantami, otrzymał cesarz Wilhelm II (30 czerwca 1918). Zawieszony na czas pokoju order został odnowiony 8 grudnia 1939 roku w czasie trwania tzw. Wojny zimowej z sowietami, nadal jako medal nadawany tylko w czasie wojny. Status orderu odznaczenie ma od 16 grudnia 1940 roku, a 18 sierpnia 1944 otrzymał nowe statuty, które umożliwiły nadawanie zarówno w czasie wojny, jak i pokoju. Świętem orderu jest 4 czerwca, dzień narodzin Mannerheima.
Order Krzyża Wolności może być według statutów nadawany żołnierzom fińskich sił zbrojnych niezależnie od rangi wojskowej oraz cywilom za zasługi dla obronności kraju, mogą go także otrzymywać cudzoziemcy, jednostki i organizacje wojskowe oraz miasta i gminy. Wielkim mistrzem jest dowódca sił obronnych Finlandii (w czasie pokoju jest to prezydent republiki).

## Podział odznaczenia
Order jest podzielony na 6. klas: Krzyż Wielki na tzw. wielkiej wstędze jako klasa najwyższa, I Klasa z Gwiazdą, I Klasa, II Klasa, III Klasa i IV Klasa. Dodatkowo częścią orderu są również dwustopniowy Krzyż Mannerheima, dwustopniowy Medal Wolności, dwustopniowy Medal Zasługi oraz, przeznaczone dla krewnych poległych lub zaginionych, Krzyż i Medal Żałobny.
Ze względu na różne kolory emalii, różnorodne wstążki i dodatkowe dekoracje jak liście dębowe, miecze, odznakę Czerwonego Krzyża, zawieszkę z uzbrojonymi ramionami lub bez nich, z brylantami lub bez, Krzyż Wolności jest unikatem wśród orderów całego świata, gdyż może być nadawany w 51 odmianach, jak twierdzi szwedzka Nationalencyklopedin.

## Podział na klasy
Podział z pominięciem klas innych orderów i odznaczeń (w kolejności starszeństwa fińskich odznaczeń są one wymieszane w zależności od rangi):
- Krzyż Wielki Orderu Krzyża Wolności
- Krzyż Mannerheima II Klasy Orderu Krzyża Wolności
- I Klasa z Gwiazdą Orderu Krzyża Wolności
- Krzyż Mannerheima II Klasy Orderu Krzyża Wolności
- I Klasa Orderu Krzyża Wolności
- Medal Wolności I Klasy z Kokardą Orderu Krzyża Wolności
- Złoty Medal Zasługi Orderu Krzyża Wolności
- Krzyż Żałobny Orderu Krzyża Wolności
- Medal Żałobny Orderu Krzyża Wolności
- II Klasa Orderu Krzyża Wolności
- III Klasa Orderu Krzyża Wolności
- IV Klasa Orderu Krzyża Wolności
- Medal Wolności I Klasy Orderu Krzyża Wolności
- Medal Zasługi I Klasy Orderu Krzyża Wolności
- Medal Wolności II Klasy Orderu Krzyża Wolności
- Medal Zasługi I Klasy Orderu Krzyża Wolności

## Opis wyglądu
Insygnia orderu, których projekt wykonał fiński artysta Akseli Gallen-Kallela, to oznaka, gwiazda Krzyża Wielkiego i Klasy oraz medale. Oznaka to krzyż typu kawalerskiego, jednostronnie (na awersie) emaliowany na biało (I do III Klasy) lub na niebiesko (IV i V Klasa). Na krzyżu położona jest złota (dla I-IV Klasy) lub srebrna (dla V Klasy) prosta swastyka, jeden z symboli ludowych Finlandii. W medalionie awersu znajduje się biała róża, inny symbol Finlandii. Zawieszką jest owalny wieniec z liści dębowych, złoty dla I-IV Klasy, srebrny dla V Klasy. Przy dekoracjach wojennych z wieńca wyłaniają się dwa ramiona, z prawej ramię uzbrojone w prosty miecz (symbol Zachodu), z lewej w zakrzywioną szablę (symbol Wschodu), co ma symbolizować „odwieczną walkę między Wschodem a Zachodem”. Rewers oznaki był nieemaliowany i nosił daty 1918, 1939 lub 1941, krzyże nadawane po roku 1945 daty nie miały. Za szczególne zasługi wojenne (bojowe) order nadawano także z liśćmi dębowymi, które umieszczano na zawieszce między obydwoma uzbrojonymi ramionami. Krzyże dla cywilów były nadawane bez wieńca z liści dębowych.
Gwiazda Wielkiego Krzyża i I Klasy (tzw. wielkiego oficera, komandorii z gwiazdą – gwiazda nieco mniejsza) jest srebrna, z pięcioma pękami promieni i nosi w swym środku symbol białej róży otoczony czerwonym pierścieniem z dewizą orderu ISÄNMAAN PUOLESTA (ZA OJCZYZNĘ). Przy dekoracjach z mieczami podkładano dwa skrzyżowane miecze pod medalion środkowy.

Herb miasta Vaasa z Krzyżem Wolności

Flaga Prezydenta Finlandii z Krzyżem Wolności

Szczególnymi odmianami insygniów Krzyża Wolności były dekoracje opatrzone w medalionie środkowym awersu symbolem Czerwonego Krzyża (dla personelu medycznego) oraz Krzyże Żałobne, nadawane małżonce lub najbliższej żeńskiej krewnej żołnierza, który poległ na froncie. Te ostatnie były srebrne, pokryte czarną emalią i noszone na czarnej wstążce z dodatkową kokardą (tak jak wiele orderów Imperium Rosyjskiego, w Rosji nazywano to „c бaнтoм нa лeнтe”).
Medal Wolności (nadawany wojskowym) był srebrny lub brązowy z wyobrażeniem oznaki orderu na awersie, z dwoma uzbrojonymi ramionami w górnej części oraz datą 1918 w części dolnej. Medal Zasługi (nadawany cywilom) miał trzy klasy, na awersie ukazywał głowę lwa z godła państwowego otoczoną fińsko-szwedzkim mottem orderu ISÄNMAAN PUOLESTA – FÖR FÄDERNESLANDET (ZA OJCZYZNĘ), na rewersie miał napis SUOMEN KANSALTA (OD NARODU FIŃSKIEGO). Medale Wolności mogły być nadawane z symbolem Czerwonego Krzyża. Medale nadawane w kategorii wojennej w noszą na awersie (zamiast motto orderu) fińsko-szwedzką inskrypcję URHEUDESTA – FÖR TAPPERHET (ZA ODWAGĘ).
Order jest noszony na różnych wstęgach: krzyże kategorii wojennej – na czerwonej wstędze z pojedynczymi białymi paskami na obu brzegach (od Krzyża Wielkiego do II Klasy) lub z dwoma białymi paskami pośrodku (III–IV Klasa), a krzyże kategorii pokojowej – na żółtej wstędze z czerwonymi paskami na brzegach (od Krzyża Wielkiego do II Klasy) lub z czerwonymi paskami pośrodku (III–IV Klasa), zaś medale na czterech różnych wstążkach zależnie od stopnia.
Wielka wstęga (szarfa) przysługująca każdorazowo prezydentowi jest koloru żółtego.

## Ilustracje insygniów

### Klasy I-IV orderu

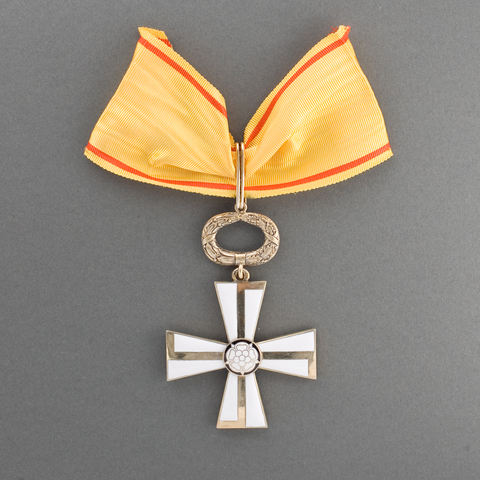
I Klasa cywilna
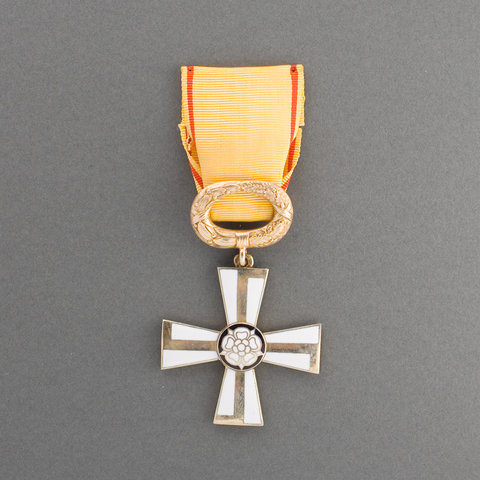
II Klasa cywilna
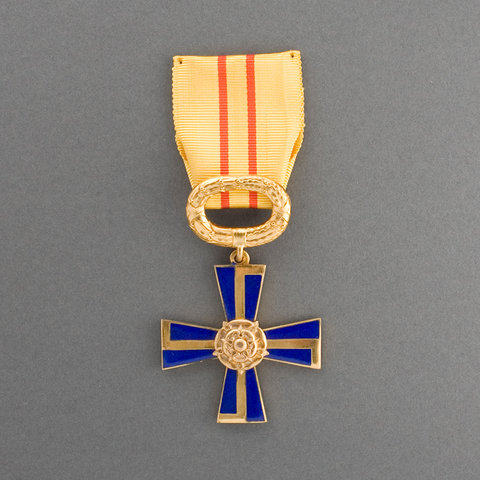
III Klasa cywilna
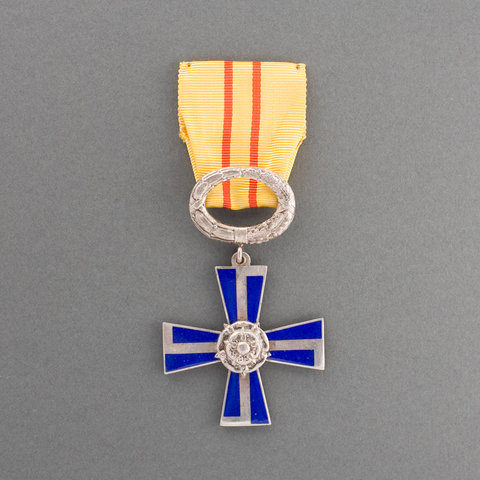
IV Klasa cywilna

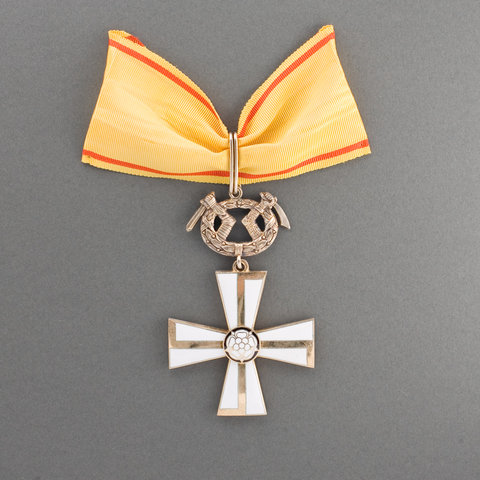
I Klasa wojskowa
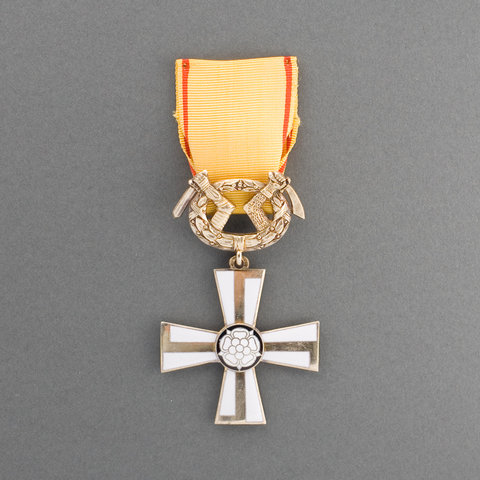
II Klasa wojskowa
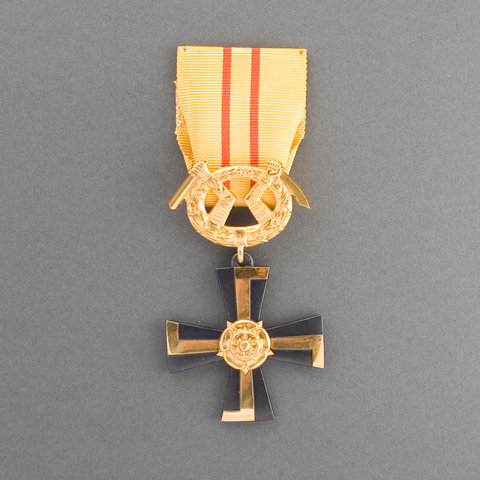
III Klasa wojskowa
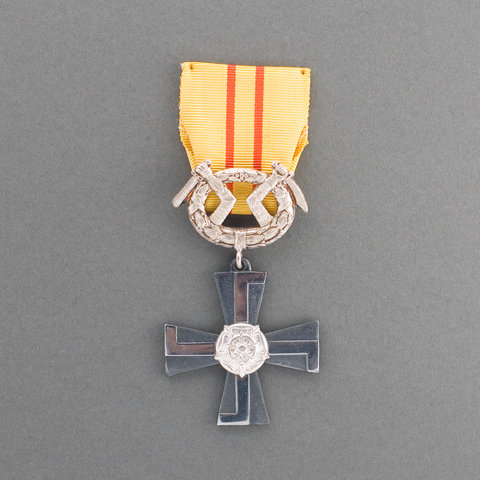
IV Klasa wojskowa

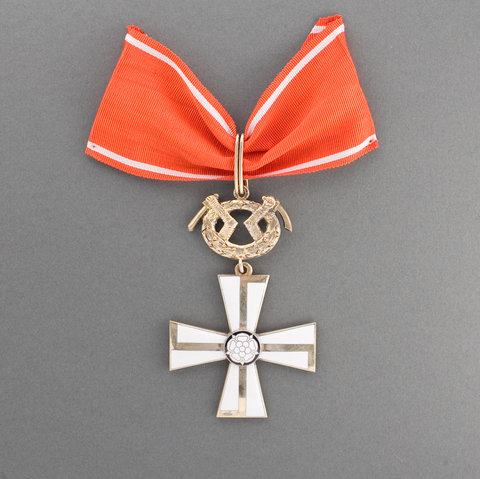
I Klasa wojenna
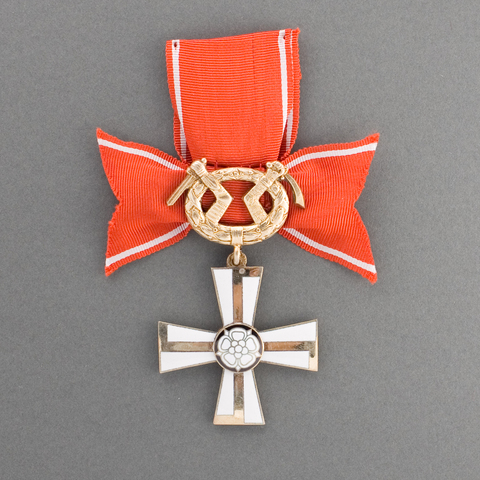
II Klasa wojenna
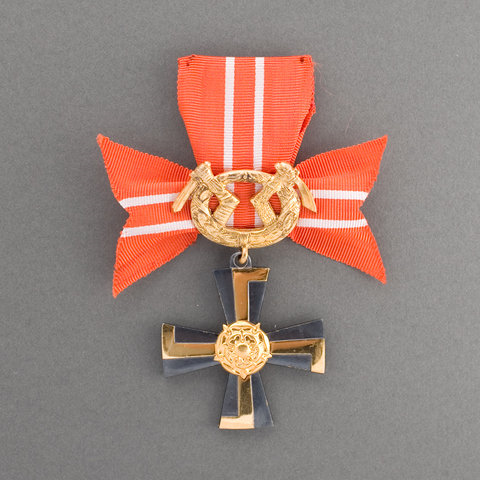
III Klasa wojenna
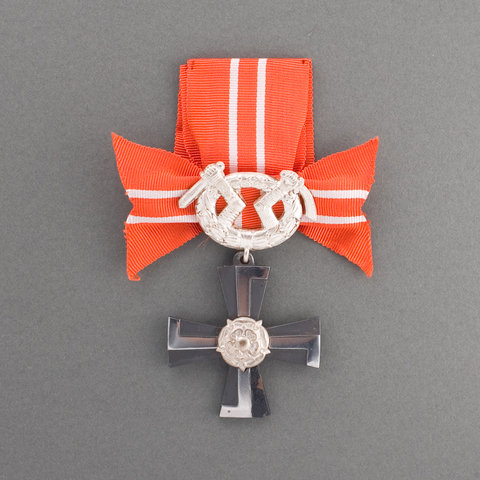
IV Klasa wojenna

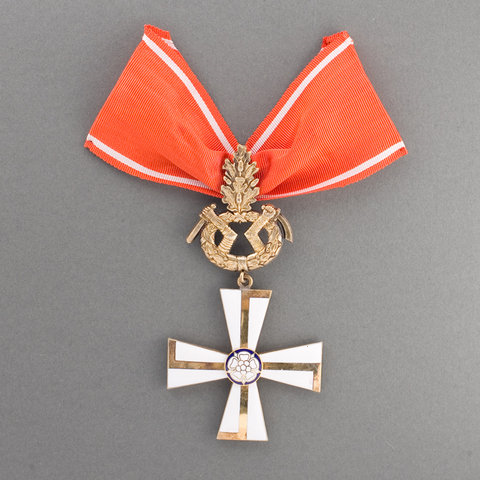
I Klasa bojowa
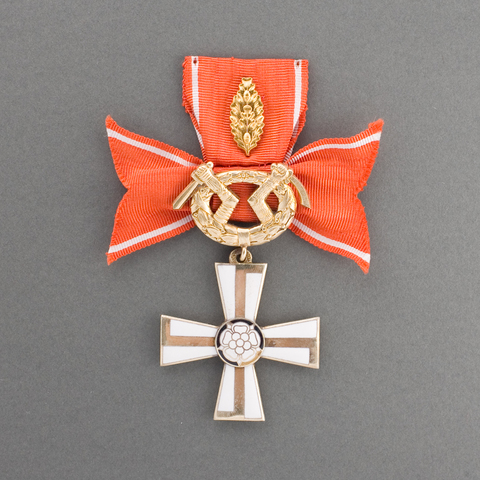
II Klasa bojowa
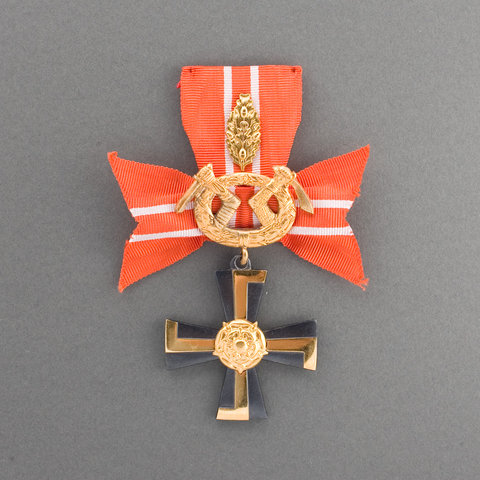
III Klasa bojowa
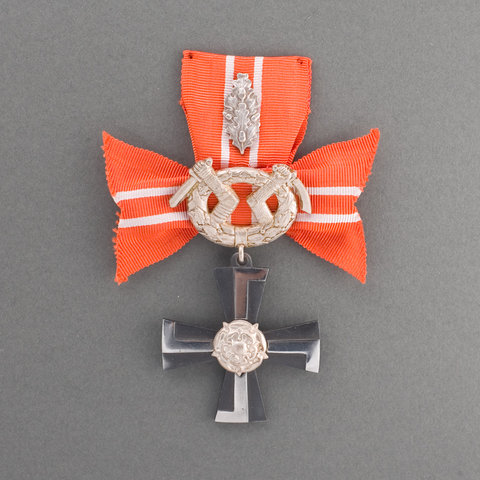
IV Klasa bojowa

### Medale

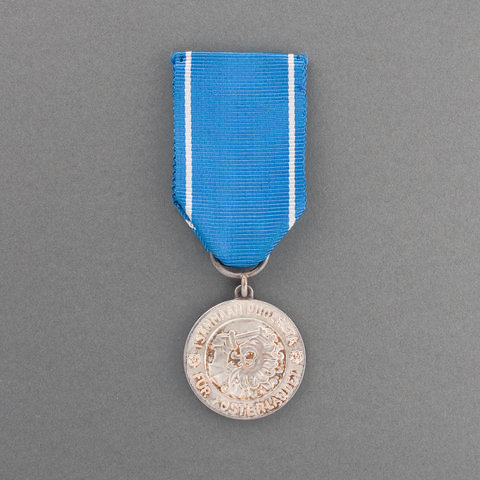
Medal I Klasy pokojowy
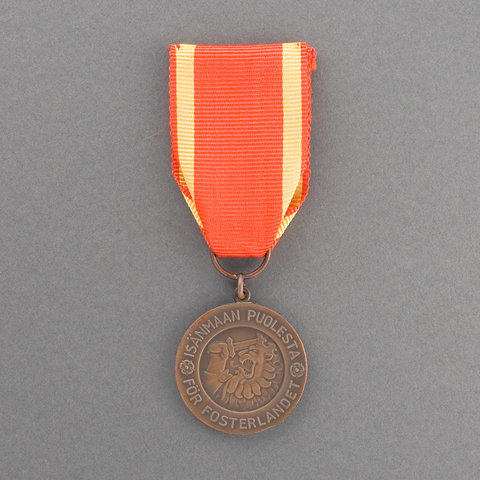
Medal II Klasy pokojowy

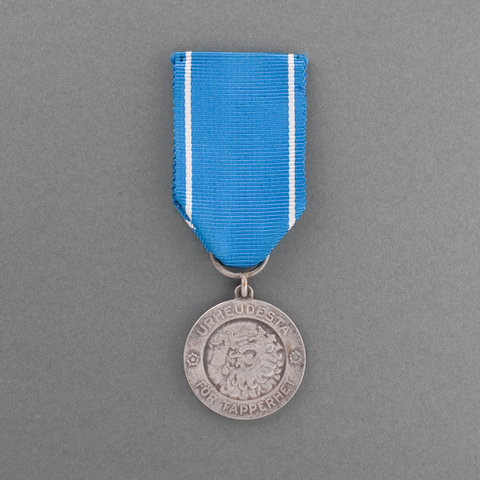
Medal I Klasy wojenny
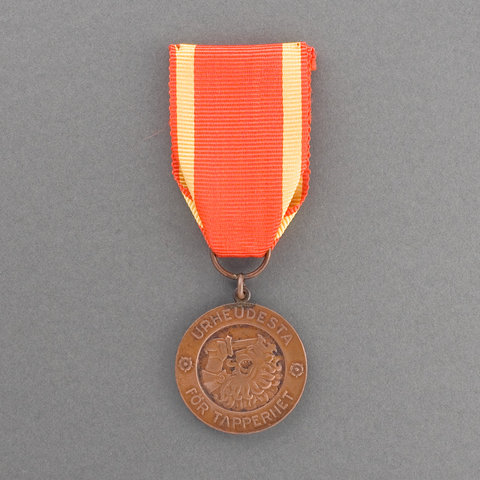
Medal II Klasy wojenny

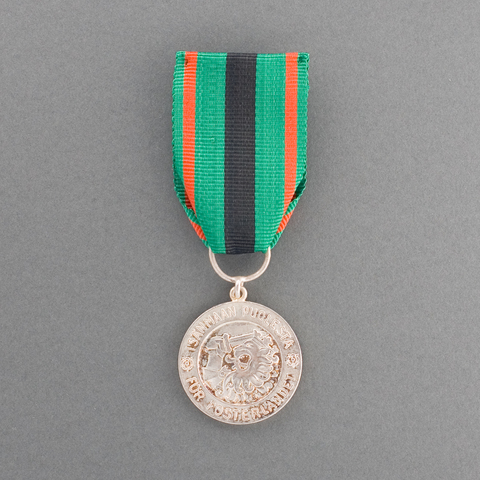
Medal Zasługi I Klasy
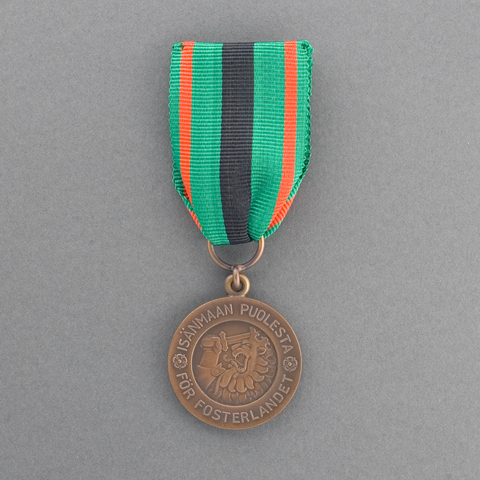
Medal Zasługi II Klasy

### Wersje z czerwonym krzyżem

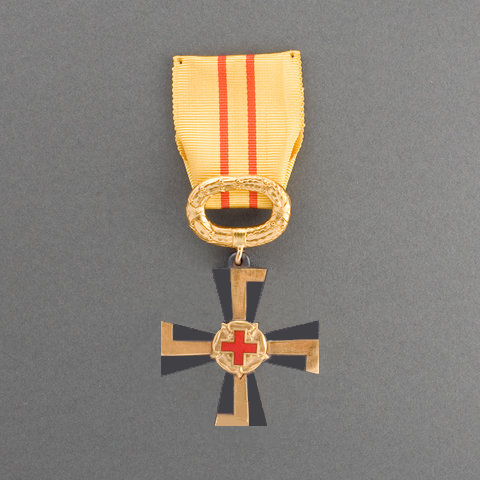
III Klasa Orderu w czasie pokoju
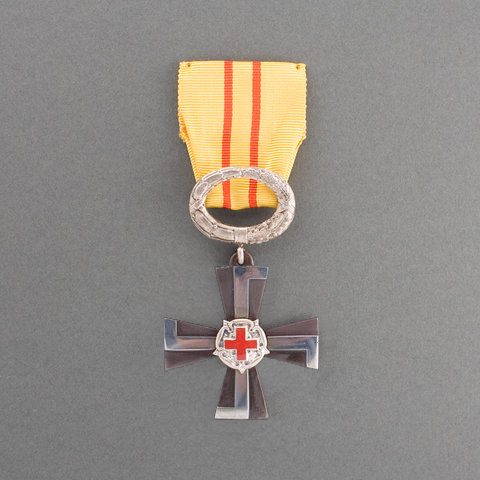
IV Klasa Orderu w czasie pokoju
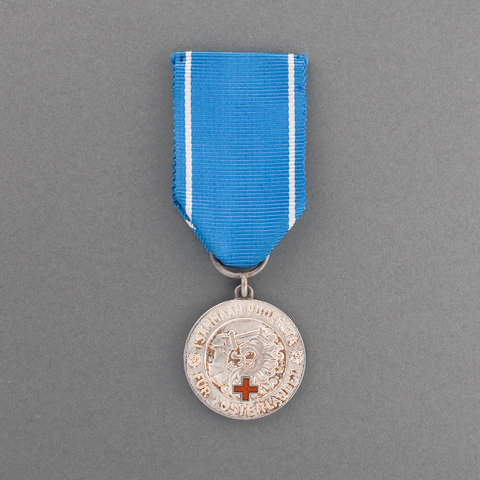
Medal I Klasy w czasie pokoju
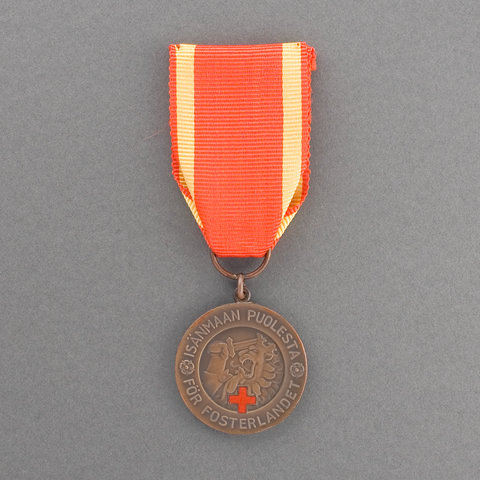
Medal II Klasy w czasie pokoju

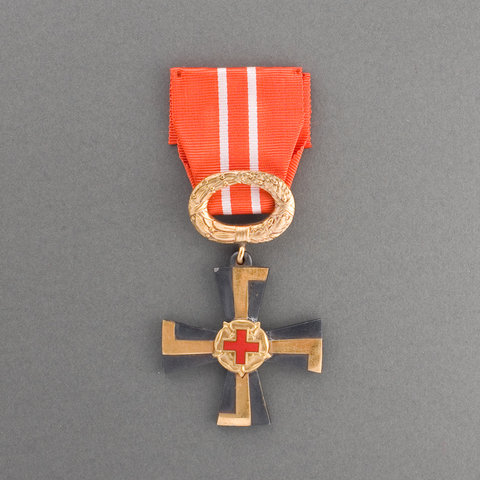
III Klasa Orderu w czasie wojny
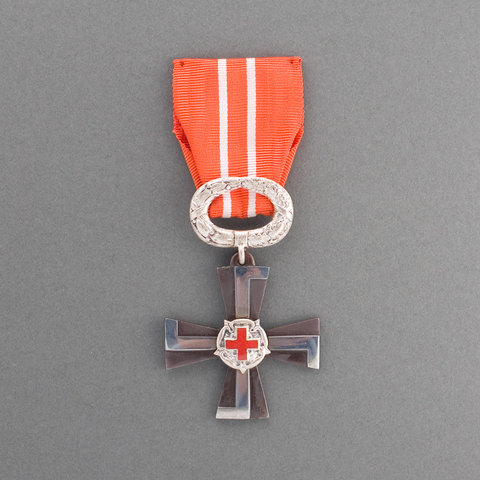
IV Klasa Orderu w czasie wojny
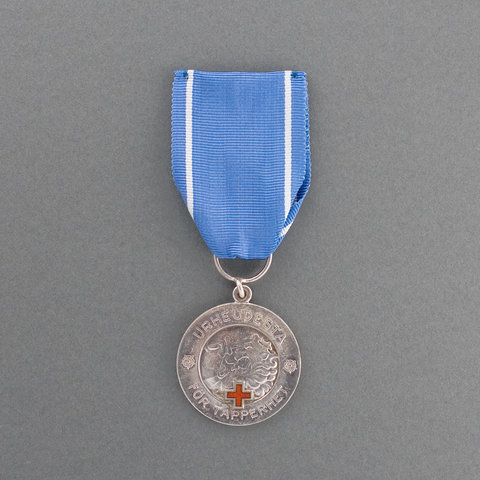
Medal Wolności I Klasy w czasie wojny
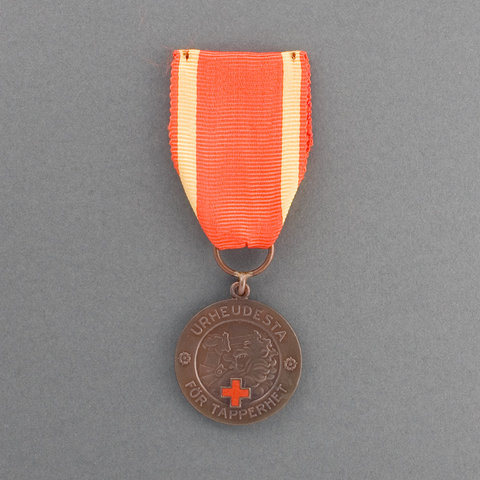
Medal Wolności II Klasy w czasie wojny

## Baretki
| Wersje → Klasy ↓ | cywilna w czasie pokoju | wojskowa w czasie pokoju | wojskowa w czasie wojny | za szczeg. zasł. w czasie wojny | z czer. krzyżem w czasie pokoju | z czer. krzyżem w czasie wojny |
| Krzyż Wielki     |                         |                          |                         | nie posiada                     | nie posiada                     | nie posiada                    |
| I Klasa z Gw.    |                         |                          |                         |                                 | nie posiada                     | nie posiada                    |
| I Klasa          |                         |                          |                         |                                 | nie posiada                     | nie posiada                    |
| II Klasa         |                         |                          |                         |                                 | nie posiada                     | nie posiada                    |
| III Klasa        |                         |                          |                         |                                 |                                 |                                |
| IV Klasa         |                         |                          |                         |                                 |                                 |                                |

| Krzyż Żałobny † | Medal Żałobny † | Medal Wolności I Klasy | Medal Wolności II Klasy | Medal Zasługi I i II Klasy |
|                 |                 |                        |                         |                            |

Medale Wolności z czerwonym krzyżem używają tych samych wstążek, co te regularne.